# Callionymus oxycephalus
Callionymus oxycephalus är en fiskart som beskrevs av Fricke, 1980. Callionymus oxycephalus ingår i släktet Callionymus och familjen sjökocksfiskar. Inga underarter finns listade.